# 友永真也
友永 真也（ともなが しんや、1987年3月29日 - ）は、日本の実業家。恋愛リアリティ番組『バチェラー・ジャパン』シーズン3において3代目バチェラーとして出演したことで知られる。

## 来歴
兵庫県神戸市出身。中学・高校時代の6年間をフランスの全寮制学校で過ごす
。帰国後は甲南大学経営学部に進学し、2009年に卒業。
大学卒業後の2010年より、父親が理事長を務める医療法人に理事として参画。2015年には自身の会社「株式会社エターナルフレンズ」を設立し、フランスとの貿易事業（化粧品・アパレルなど）を展開している
。

## 主な活動

### 『バチェラー・ジャパン』シーズン3
2019年に配信されたAmazon Prime Videoの恋愛リアリティ番組『バチェラー・ジャパン』シーズン3において、3代目バチェラーとして出演。最終回では水田あゆみを選んだが、番組終了後に破局し、最終候補だった岩間恵と交際を開始。2020年7月に結婚を発表した。
番組内外での選択の変化は視聴者の間で賛否を呼び、一部メディアでは「シリーズ史上最も波紋を呼んだ結末」と評された。

### 結婚・夫婦活動
2020年7月、岩間恵と結婚。2022年4月には沖縄県で挙式を行い、その様子をInstagramやYouTubeで公開した
。
夫婦はYouTubeチャンネル「しんめぐの日常」を開設し、旅行や日常の様子を配信。InstagramなどのSNSでも活動している。

## メディア出演
- 『バチェラー・ジャパン』シーズン3（Amazon Prime Video、2019年）[6]

- 『しんめぐの日常』（YouTube、2020年 - ）[7]

## 関連書籍・出版
（2025年6月現在、なし）